# ハチソン・ワンポア
ハチソン・ワンポア・リミテッド（英文社名:Hutchison Whampoa Limited／略称:HWL, 中文社名:和記黄埔有限公司、SEHK: 13）は、かつて存在した香港の多国籍コングロマリットである。もともとはイギリス商人のジョン・ハチソン（John Duflon Hutchison）が設立したイギリス系同族企業だったが、その後長江実業が約半数の株式を取得し、2015年のグループ再編に伴い長江実業と合併してCKハチソン・ホールディングスとなった。

## 沿革

### 創業から戦後まで
HWLの主な源流は1861年の香港黄埔ドック（香港黄埔船塢有限公司、Hongkong and Whampoa Dock Company (HWD)）、及びJ.D.ハチソン(John Duflon Hutchison)が1877年に設立した貿易商社のジョン・D・ハチソン＆カンパニー（和記洋行、John D Hutchson & Company）にさかのぼる。
ハチソンは阿片戦争を機に香港を地政学的な拠点としたのち、香港初の法人登録として前者を1861年に設立した。その後、共同経営者のジョン・クーパー（John Couper）がアロー戦争中に行方不明となるなどの困難に直面したが、1865年にようやく紅磡に香港初の埠頭を造成し、1877年に小売・卸売業者として後者を設立し、広東と九龍を連絡する九広鉄道から臨港線を敷設するなど、海運業及び不動産業、後者を卸売業および小売業の中核的企業に成長させた。なお、日本には横浜にジェイムス・ダビット・ハチソンを主人とするハチソン商会があり、草創期の横浜船渠にも関わった。
香港に赴任していたローデシア生まれの退役英軍将校のダグラス・クレーグ（Douglas Clague）が1947年にジョン・D・ハチソン＆カンパニーに加わり、相次ぐ買収で事業拡大し、1964年にはハチソン・インターナショナル（和記国際、和記企業有限公司、Hutchison International（HI））に改称し、現在のハチソン・ワンポアの基礎を築いた。
クレーグは1960年代に会長を務め、薬局チェーンのワトソンズを買収するなどさらなる拡大を進めたが（1970年代の傘下企業は約360社）、オイルショックにより経営が不安定化し、メインバンクの香港上海銀行の救済を受けることとなり、オーストラリア出身の会社顧問ビル・ウィリー（Bill Wyllie）主導で不採算子会社103社を売却するなど大規模なリストラを断行した。1977年にHIがHWDを吸収する形で両社が合併してHWLが設立され、翌1978年に上場を果たし、1979年に長江実業が22％の株式を取得し同社は傘下に入った。

### 長江実業グループへ
1979年、李嘉誠率いる長江実業がHWLの株22.8％を取得した。ダグラスが支援していた李は日中戦争のさなか1940年に広東省から難民として香港に移り、造花のホンコンフラワーの大量生産で財を成した人物である。1981年、李はウィリーに代わってHWLの会長となった。1984年、HWLは6.71億ドルの利益を計上し、このころ元フランス外人部隊のサイモン・マレー（Simon Murray）がマネージング・ディレクターとして入社した。1985年に香港における電力供給を独占していた香港電灯を子会社化して電力事業に、また同年にハチソン・テレフォン・カンパニーを設立して移動通信事業に参入し、香港初の携帯電話サービスを展開するなど経営の多角化を進め、同年23億ドルの利益を計上した。

### 移動通信事業の拡大
1990年、HWLはケーブル・アンド・ワイヤレスおよび中国国際信託投資公司（CITIC Group）と三社合弁でアジアサット1号を打ち上げた。1991年この衛星が李とHWLの出資・手引きでスターテレビの38カ国をカバーする放送網に使われた。ニューズ・コープが63％を出資した合弁事業であった。同年6月、P&Oが主要港の一つ・フェリクストウ（Port of Felixstowe, F港）の持分をHWLへ売却した。そしてこのころ後述のHPHがメガターミナルオペレーターとなった。1993年にサイモンがHWLを去った。1994年、HWLは東方海外貨櫃航運公司に7500万ドルを払い、F港の25％を取得して完全支配した。1996年に後述のOrange plcを上場させ、英米圏で携帯電話サービスをはじめた（HWLが当時48.2％を支配）。HWLグループのワトソンズも繁栄して、ウクライナやバルト三国までその営業圏を広めた。
香港返還の1997年、HWLがボイスストリーム（VoiceStream Wireless PCS）の前身企業を買収した。1999年HWLはOrange株の45％をデュッセルドルフのマンネスマン（Mannesmann AG）へ146億ドルで売却したが、2000年2月にボーダフォンがマンネスマンを買収し、HWLがボーダフォン株の5％を取得した（この三割がすぐに130億ドル超で売却された）。一方で1999年にボイスストリームがオムニポイントを買収すると、HWLの株価が30％以上も上がった。2001年、ボイスストリームはドイツテレコムに売却されT-Mobile USとなった。1999年11月、HWLはグローバル・クロシング（Global Crossing）と12億ドルの光ファイバー合弁事業を香港でスタートしたが、しかし2002年1月までに相手方が財政破綻してしまい、債務整理で合弁事業の相手方持分をHWLが買い取った。このころHWLは第3世代移動通信システム (3G) を中心として、世界中のモバイル事業ライセンスへ資本参加した（日本・オランダ・イタリア・オーストリア・デンマーク・オーストラリア・ニュージーランド、2003年に投資先がさらに拡大）。
2015年1月、グループ代表の李嘉誠がテレフォニカにO2というプロバイダー事業を買収したいと申し出たが、しかしこのBTグループとセキュリコア（Securicor）の合弁事業がもともと巨大であったことなどが理由となり、2016年に欧州委員会の反トラスト委員会が取引をやめさせた。

### 事業再編
2015年1月、長江実業は事業再編の一環として残りのHWL株をすべて取得し、両社を合併し新会社CKハチソン・ホールディングスを設立することを発表した。新会社の登記上の本社はケイマン諸島に置かれることとなった。

## 五大事業

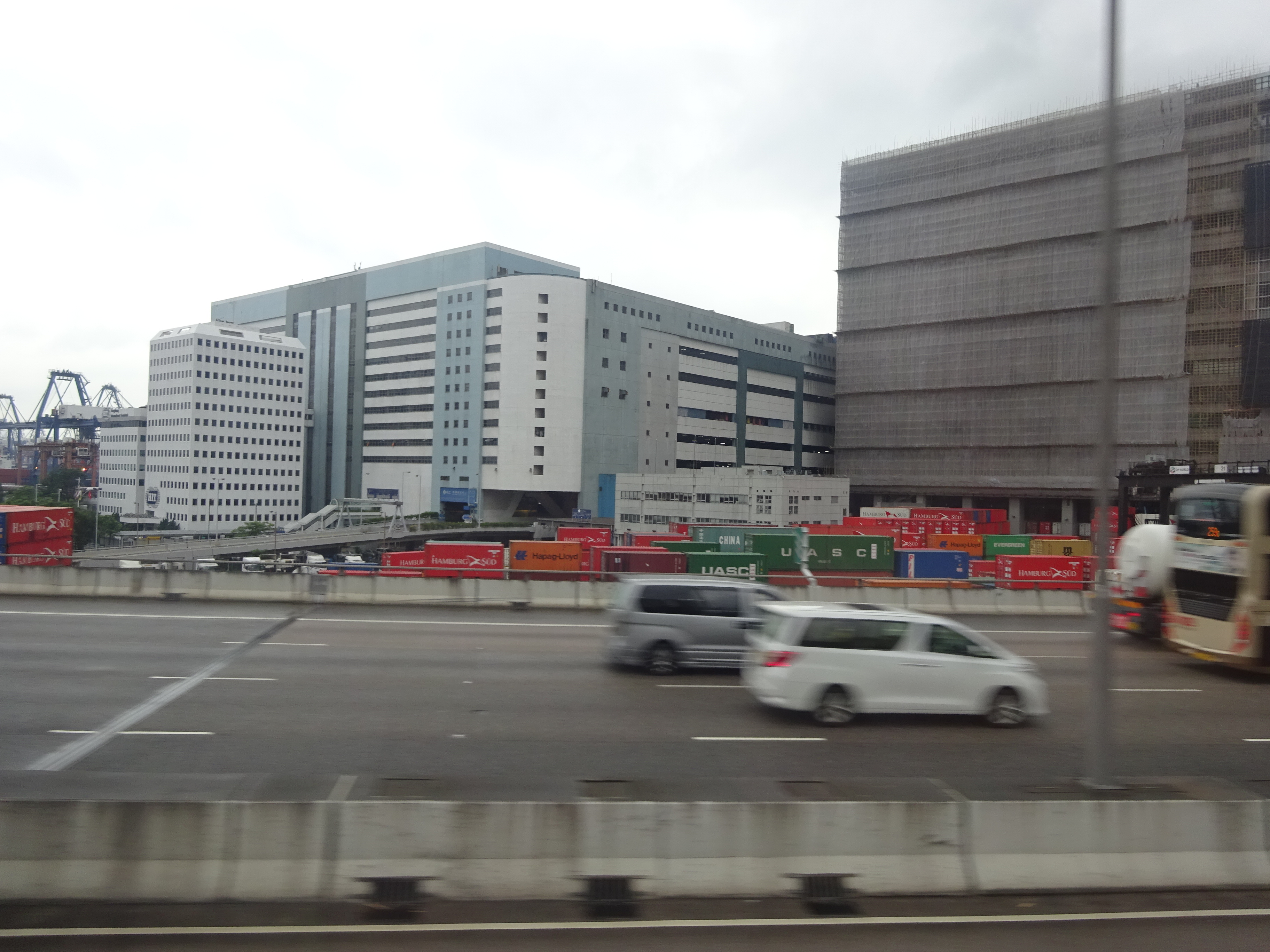
Hutchison Logistics Centre

HWLは現在、世界56か国で事業を展開し、22万人以上の従業員が勤務している。主力事業は、港湾、エネルギー・インフラ・投資、通信、不動産とホテル、小売業の5つから構成されている。

### 港湾オペレーター
和記黄埔港口（Hutchison Port Holdings, 略称：HPH）は、アジア・中東、ヨーロッパ、北アメリカおよびアフリカで港湾の投資・開発・運営を行っている世界有数のメガターミナルオペレーターである。世界の取扱量のトップ7のコンテナ港のうち5か所でコンテナターミナルを運営し、全世界のコンテナ輸送シェアでは13％に上る。

### インフラ
長江基建有限公司（Cheung Kong Infrastructure, 略称：CKI）はHWLのインフラ部門であり、交通・エネルギー・インフラ資材・水道事業やその関連事業を行っている多角的インフラ会社である。HWLは香港島およびラマ島へ唯一電力を供給している香港電燈集団有限公司（Hongkong Electric Holdings, 略称：HEH）の株式を保有している。HWLはまた、カナダ最大のエネルギー会社の一つであるハスキー・エナジー (Husky Energy) の大株主でもある（2000年8月時点で49％）。

### 移動通信
ハチソン・ワンポアは移動体マルチメディア通信事業も行っており、「3」ブランドの下で3G事業やネットワーク構築を行っている。また、和記電訊國際有限公司 (Hutchison Telecommunications International Limited) を通じて国際的な通信事業会社として、アジア・中東及びアフリカの9つの市場で携帯電話ネットワークとデータサービスを提供している。また、イギリスに本社を置く携帯端末メーカーINQ（Inq Mobile）は同社の子会社である。フランス最大の通信会社で、かつてフランステレコムと称していたOrangeの社名は、元々はハチソン・ワンポアのイギリスでのブランド名であり、イギリスでの事業をフランステレコムに売却したことでブランドも移転したものである。ただし香港では売却後もOrange商標を使用していた。そのため現在のイギリスでの3とOrange UK (EE) は2Gでのローミングで提携している。豪州の3は、ボーダフォン豪州法人と経営統合したことに伴い、現在はボーダフォンブランドで営業を行っている。アメリカでは2000年1月からプライスライン（Priceline.com）を合弁で支援してきたが、2012年ごろHWLがプライスラインの主要株主となった。2007年、エジプトのオラスコム・テレコムを買収し、和記電訊國際有限公司の株価を65％近く上昇させた。

### 不動産
和記黄埔地産集団 (Hutchison Whampoa Properties) は香港・北京・上海のオフィスビルからイギリスの豪華な住居用不動産に至るまで種々の開発や投資を手掛けている。HWLは長江実業グループとともに、海逸国際酒店集団 (Harbour Plaza Hotel Management (International) Limited) という合弁会社を設立し、和記黄埔地産集団の傘下でホテル運営を行っている。

### 小売業
HWLの小売部門であるA.S.ワトソン（A.S. Watson & Co., Limited, 略称：ASW）は、アジアにおいてワトソンズ、スーパーマーケット「PARKnSHOP」、高級スーパー・食品販売店「TASTE」「GOURMET」「GREAT」、電器量販店チェーン「Fortress」、ワトソンズ・ワイン＆セラー (Watson's Wine and Cellar)、免税店「Nuance-Watson」といった小売店チェーンを運営している。ヨーロッパでは美容・健康商品販売チェーン「DC」「Drogas」「Kruidvat」「Rossmann」「Savers」「Superdrug」「Trekpleister」「Spektr」などを展開するとともに、高級香水・化粧品販売の「Marionnaud（2005年に買収）」「ICI PARIS XL」「The Perfume Shop」も展開している。